# II Янош Пал папа тер (станция метро)
«II Янош Пал папа тер» (венг. II János Pál pápa tér — площадь папы Иоанна Павла II) — станция Будапештского метрополитена. Расположена на линии M4 (зелёной), между станциями «Ракоци тер» и «Келети пайаудвар».
Открыта 28 марта 2014 года в составе пускового участка линии M4 «Келенфёльд вашуталломаш» — «Келети пайаудвар».
Станция расположена под одноимённой площадью с парком на ней. Выход в южной части площади, неподалёку от проходящей рядом улицы Непсинхаз. На станции одна островная платформа, глубина станции 16,7 метров.

## Наземный транспорт
Автобусы: 99, 217E; трамваи: 28, 28A, 37, 37A, 62